# 308
Năm 308 là một năm trong lịch Julius. 